# Pediobius iwatai
Pediobius iwatai  (лат.) — вид паразитических наездников рода Pediobius из семейства Eulophidae (Chalcidoidea) отряда перепончатокрылые насекомые.  Япония. Мелкие насекомые (длина около 1 мм). Голова, грудь и проподеум с сильно склеротизированными покровами, брюшко стебельчатое. Усики самок расположены ниже уровня глаз. Ассоциированы с жуками-листоедами Lema honorata и Lilioceris merdigera(Chrysomelidae, паразиты их личинок). Вид был впервые описан в 1983 году японским энтомологом К. Камидзо (K. Kamijo) по типовым материалам из Японии.